# Trommald (Minnesota)
Trommald es una ciudad ubicada en el condado de Crow Wing en el estado estadounidense de Minnesota. En el Censo de 2010 tenía una población de 98 habitantes y una densidad poblacional de 9,63 personas por km².

## Geografía
Trommald se encuentra ubicada en las coordenadas 46°30′21″N 94°0′42″O / 46.50583, -94.01167. Según la Oficina del Censo de los Estados Unidos, Trommald tiene una superficie total de 10.18 km², de la cual 9.46 km² corresponden a tierra firme y (7%) 0.71 km² es agua.

## Demografía
Según el censo de 2010, había 98 personas residiendo en Trommald. La densidad de población era de 9,63 hab./km². De los 98 habitantes, Trommald estaba compuesto por el 96.94% blancos, el 0% eran afroamericanos, el 2.04% eran amerindios, el 0% eran asiáticos, el 0% eran isleños del Pacífico, el 0% eran de otras razas y el 1.02% pertenecían a dos o más razas. Del total de la población el 1.02% eran hispanos o latinos de cualquier raza.